# Сіна (Нью-Мексико)
Сіна (англ. Sena) — переписна місцевість (CDP) в США, в окрузі Сан-Мігель штату Нью-Мексико. Населення — 155 осіб (2020).

## Географія
Сіна розташована за координатами 35°18′13″ пн. ш. 105°23′29″ зх. д. / 35.30361° пн. ш. 105.39139° зх. д. (35.303645, -105.391364).  За даними Бюро перепису населення США в 2010 році переписна місцевість мала площу 5,52 км², уся площа — суходіл.

## Демографія
Згідно з переписом 2010 року, у переписній місцевості мешкало 129 осіб у 62 домогосподарствах у складі 38 родин. Густота населення становила 23 особи/км².  Було 81 помешкання (15/км²).
Расовий склад населення:
| - 61,2 % — білих - 2,3 % — корінних американців - 30,2 % — осіб інших рас |

До двох чи більше рас належало 6,2 %. Частка іспаномовних становила 86,8 % від усіх жителів.
За віковим діапазоном населення розподілялося таким чином: 14,0 % — особи молодші 18 років, 65,8 % — особи у віці 18—64 років, 20,2 % — особи у віці 65 років та старші. Медіана віку мешканця становила 45,5 року. На 100 осіб жіночої статі у переписній місцевості припадало 122,4 чоловіків;  на 100 жінок у віці від 18 років та старших — 109,4 чоловіків також старших 18 років.
Цивільне працевлаштоване населення становило 82 особи. Основні галузі зайнятості: публічна адміністрація — 58,5 %, освіта, охорона здоров'я та соціальна допомога — 41,5 %.